# Nguyễn Thị Mai Thoa
Nguyễn Thị Mai Thoa (sinh ngày 5 tháng 7 năm 1974) là nữ chính trị gia nước Cộng hòa xã hội chủ nghĩa Việt Nam. Bà hiện là Ủy viên Thường trực Ủy ban Văn hóa, Giáo dục của Quốc hội, Đại biểu Quốc hội khóa XV từ Hải Dương. Bà từng là Chuyên viên cao cấp, Vụ trưởng, Thư ký Ủy viên Bộ Chính trị, Phó Chủ tịch thường trực Quốc hội Tòng Thị Phóng.
Nguyễn Thị Mai Thoa là đảng viên Đảng Cộng sản Việt Nam, học vị Thạc sĩ Luật, Tiến sĩ Quản lý công, Cao cấp lý luận chính trị. Bà có sự nghiệp đều công các ở các cơ quan, đơn vị của Quốc hội.

## Xuất thân và giáo dục
Nguyễn Thị Mai Thoa sinh ngày 5 tháng 7 năm 1974 tại thành phố Hải Dương, quê quán ở xã Đoàn Thượng, huyện Gia Lộc, tỉnh Hải Dương. Bà lớn lên và tốt nghiệp phổ thông ở thành phố Hải Dương, theo học đại học ở Hà Nội và tốt nghiệp Cử nhân Luật, tiếp tục học cao học và nhận bằng Thạc sĩ Luật, là nghiên cứu sinh ở Học viện Hành chính Quốc gia và bảo vệ thành công luận án tiến sĩ đề tài "Hoạt động giám sát của đại biểu Quốc hội Việt Nam hiện nay", trở thành Tiến sĩ Quản lý công vào năm 2018. Bà được kết nạp Đảng Cộng sản Việt Nam vào ngày 28 tháng 12 năm 2001, trở thành đảng viên chính thức sau đó 1 năm, từng theo học các khóa chính trị ở Học viện Chính trị Quốc gia Hồ Chí Minh và tốt nghiệp Cao cấp lý luận chính trị. Hiện bà thường trú ở phường Láng Hạ, quận Đống Đa, thành phố Hà Nội.

## Sự nghiệp
Tháng 1 năm 1997, sau khi tốt nghiệp đại học, Nguyễn Thị Mai Thoa ký kết hợp đồng lao động với Vụ Tổng hợp, Văn phòng Quốc hội, là cán bô hợp đồng trong 1 năm rồi được tuyển công chức, là chuyên viên tập sự thêm 1 năm. Tháng 1 năm 1999, bà được bổ nhiệm làm Chuyên viên Vụ Tổng hợp, Văn phòng Quốc hội, công tác liên tục 10 năm cho đến tháng 12 năm 2009 thì được nâng ngạch lên chuyên viên chính, rồi thăng chức Phó Vụ trưởng Vụ Tổng hợp, Văn phòng Quốc hội từ tháng 4 năm 2010. Ở vị trí này, bà cũng đồng thời giữ các chức vụ khác là Chủ tịch Công đoàn bộ phận, Ủy viên Ban Chấp hành, Ban Thường vụ Công đoàn, Trưởng Ban Nữ công Công đoàn Văn phòng Quốc hội, Ủy viên Ban Chấp hành Liên chi hội Nhà báo Văn phòng Quốc hội, và Ủy viên Ban Chấp hành Chi hội Luật gia Văn phòng Quốc hội. Tháng 1 năm 2017, bà được nâng ngạch lên Chuyên viên cao cấp, tiếp tục là Phó Vụ trưởng Vụ Tổng hợp, được giao nhiệm vụ Thư ký Ủy viên Bộ Chính trị, Phó Chủ tịch thường trực Quốc hội Tòng Thị Phóng. Tháng 7 năm 2019, bà được nâng hàm Vụ trưởng, sinh hoạt chuyên môn tại Văn phòng Đảng đoàn Quốc hội.
Năm 2021, Nguyễn Thị Mai Thoa được Ủy ban Thường vụ Quốc hội giới thiệu tham gia ứng cử đại biểu Quốc hội từ Hải Dương, thuộc đơn vị bầu cử số 2 gồm thành phố Hải Dương, huyện Nam Sách, huyện Thanh Hà, rồi trúng cử Đại biểu Quốc hội khóa XV với tỷ lệ 78,87%. Ngày 21 tháng 7 năm 2021, bà được phê chuẩn làm Ủy viên Thường trực Ủy ban Văn hoá, Giáo dục của Quốc hội.